# Paul Henggeler
Paul Henggeler (auch Hengeler; * 10. Juni 1773 in Unterägeri; † 21. Oktober 1864 in Nuolen; katholisch, heimatberechtigt in Unterägeri) war ein Schweizer Dichter.

## Leben
Paul Henggeler wurde am 10. Juni 1773 in Unterägeri als Sohn des Johann Josef Henggeler geboren. Henggeler besuchte ab 1789 in Mailand das obere Gymnasium und erhielt Philosophieunterricht am Collegium Helveticum. Im Anschluss absolvierte er ein Theologiestudium in Luzern, bevor er im Jahr 1798 die Priesterweihe empfing.
In der Folge versah er als Vikar und Kaplan seelsorgerischen Dienst an verschiedenen Orten in den Kantonen Zug und Schwyz. Danach war er zwischen 1823 und 1830 als Feldprediger des 2. Schweizer Bataillons in Holland im Einsatz. Nach seiner Rückkehr übernahm er ab April des Jahres 1830 das Pfarreramt in Nuolen, wo er eine Schule gründete und sich im dortigen Badhotel mit Humor und Erzähltalent der Unterhaltung der Gäste widmete.
Paul Henggeler verfasste humoristische Gedichte und Epigramme über Themen des Alltags. Er verstarb am 21. Oktober 1864 vier Monate nach Vollendung seines 91. Lebensjahres in Nuolen.

## Werke
- Paul Hengeler: Gedichte humoristischen Inhalts in hochdeutscher Sprache und im Schwyzer Dialect. J. J. Siegfried, Zürich 1836 (online).